# Antonia Pallerini

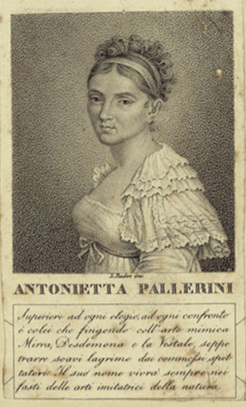
„Antonietta Pallerini“, um 1820 (von Luigi Rados)

Antonia oder Antonietta Pallerini (* 25. Juni 1790 in Pesaro; † 11. Januar 1870 in Mailand) war eine italienische Ballerina und Ballett-Pantomimin.

## Leben
Sie stammte aus einer Familie von Musikern und Tänzern, ihre Mutter Rosa Fedeli war Sängerin und ihr Vater Filippo Pallerini war Tänzer und Ballettmeister – er starb bereits, als Antonia noch ein Kind war.
Sie war außerdem mit den Tänzern Celestina und Girolamo Pallerini und mit dem Choreografen Antonio Pallerini (1819–1892) verwandt.
Mit nicht einmal 13 Jahren debütierte sie im Frühling 1803 am Teatro San Giovanni Grisostomo (heute: Teatro Malibran) in Venedig in dem Ballett Gernando e Delinda. In den folgenden Jahren tanzte sie an verschiedenen Theatern in Mailand, bevor sie 1808 am Teatro della Pergola in Florenz in Giacomo Serafinis La vendetta di Medea auftrat. 1809 am Teatro Argentina in Rom tanzte sie in Gaetano Gioias Balletteinlagen zu der Oper Talestri regina di Egitto.
Besonders prägend für ihre weitere erfolgreiche und lange Karriere war die Begegnung mit Salvatore Viganò, in dessen Ballett Cajo Marzio Coriolano sie 1810 im Kaiserlichen Theater von Turin auftrat. Sie wurde die erklärte Lieblingsinterpretin von Viganò, der für sie die weiblichen Hauptrollen in Balletten wie Il noce di Benevento (1813), Prometeo (Revision, 1813), Otello (1814), La vestale (1818), I titani (1819), Giovanna d’Arco (1820) und Didone (1821) schuf. Ihr bevorzugter Bühnenpartner war dabei häufig Nicola Molinari. Viganò schrieb über die Pallerini: „… ihr Genie entwickelte sich so wunderbar und brachte sie zu so hohem Ansehen, dass sie keine Rivalen fürchtete und einhellig für unvergleichlich und einzigartig erklärt wurde.“

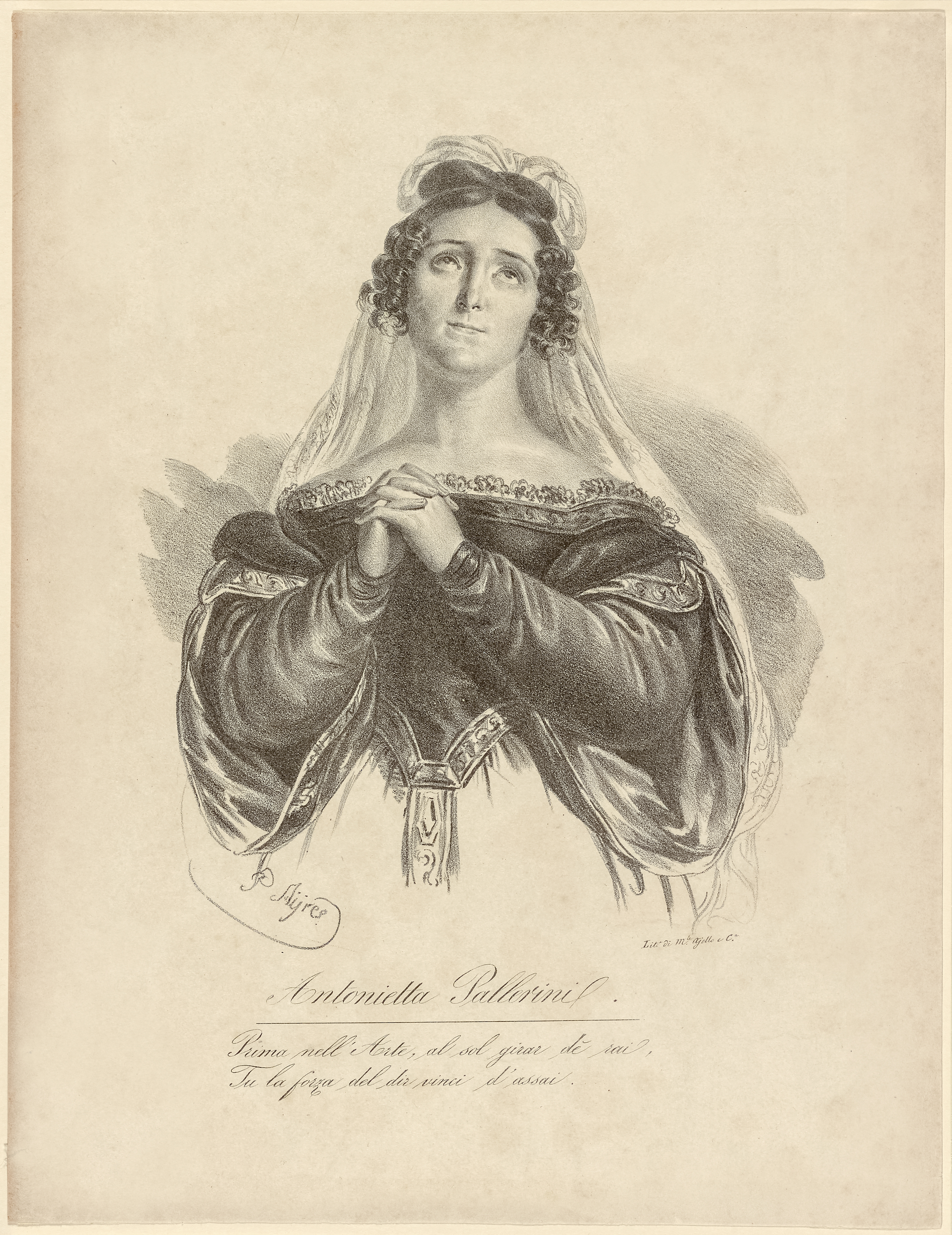
Antonietta Pallerini in einer unbekannten Rolle, 1832

Die Pallerini war besonders für ihre ausdrucksstarken pantomimischen Fähigkeiten bekannt, laut Angelo Petracchi besaß sie eine „überraschende Wandlungsfähigkeit“ und konnte „jedes Gefühl mit so charakteristischen Färbungen und Zügen ausdrücken, dass (…) selbst dem entferntesten Zuschauer nichts davon entging.“ Zu ihren zahlreichen Bewunderern zählte auch Stendhal.
Außer mit Viganò arbeitete Antonia Pallerini auch mit anderen Choreografen, wie Antonio Landini (Il ritorno di Raoul dalla Soria, Turin, 1812) oder Louis Duport (La virtù premiata, Teatro San Carlo, Neapel 1816).
1819 tanzte sie an der Mailänder Scala in Carlo Blasis’ Il finto feudatario und in Giovanni Galzeranis La scala di legno („Die hölzerne Treppe“). Ihre Karriere setzte die Pallerini auch nach Viganòs Tod (1821) erfolgreich fort, zunächst bis 1826 an der Mailänder Scala, wo sie in Balletten von Jean Aumer (Nina pazza per amore, 1822), Gaetano Gioia (Kenilworth, 1823) und Giovanni Galzerani (Maria Stuarda, 1826) auftrat.
In Turin schuf Antonio Cortesi für sie 1827 sein Ballett Ines de Castro (Teatro Regio). Andere Choreografen, mit denen sie zusammenarbeitete, waren Louis Henry, Salvatore Taglioni und Antonio Monticini.
Bis zum Ende ihrer Karriere 1839/40 trat die Pallerini abwechselnd an Theatern in Triest, Bologna, Parma, Senigallia, Florenz, Brescia und ab 1834 besonders am Teatro La Fenice in Venedig auf.
1833 machte sie ihre einzige Auslandstournee nach London, wo sie am Her Majesty’s Theatre zu sehen war, aber mit nur mäßigem Erfolg.
Um 1840 zog sie sich von der Bühne zurück und starb 1870 in ihrem 80. Lebensjahr in Mailand.

## Zitat
Zeitgenössisches Zeugnis eines Herrn Castelli über Antonia Pallerinis Auftritt in Gaetano Gioias Ballett-Pantomime Gabriella di Vergy (Mailand 1822):

„(…) Wo andere Worte vergebens verschwenden / Das behauptet sie mit Augen und Händen.“
„Immer hat sich mein Innerstes über die sogenannten heroischen Ballette empört, (…). Ich sah mehrere Produktionen dieser Art, und fand in keiner Kunst die Übertreibung so vorherrschend als in der mimischen, in welcher man für gewöhnlich aus einer Mücke einen Elephanten (sic !) macht (…)

Endlich ward mir im September 1822 das Glück, Mad. Antonia Pallerini zu Mailand zu bewundern, und alle meine Zweifel sind zerstreut, alle meine Anforderungen befriedigt. Ich habe sprechen gesehen, diese Frau wirkte durch mein Auge auf mein Herz, wie es früher noch keinem der vorzüglichen Schauspieler Deutschlands, Frankreichs und Italiens, welchen doch nebst der Mimik auch der Ton und die Worte zu Gebote standen, gelang. Ich habe Tränen der Rührung bei einem Ballette geweint. – Grauen, Hoffnung, Furcht, Mitleiden, alle Gefühle, welche auf der Bühne erregt werden können, hat jene herrliche Frau in mir erzeugt, und indem ich ihr für dieses Vergnügen hier öffentlich danke, will ich es auch versuchen, Jenen, welche ihre Kunst noch nicht zu bewundern Gelegenheit hatten, einen kleinen Begriff davon zu geben.“

## Einzelanmerkungen
1. 1 2 3 4 5 6 7 8 9 10 11 12 13 14 15 16 17 18  Elena Cervellati: Antonia Pallerini. In:  Dizionario Biografico degli Italiani (DBI).
2. ↑  „...il di lei ingegno si sviluppò maravigliosamente, e crescer la fece a sì alta rinomanza da non temer ella rivali, e venir così proclamata ad unanimi voti impareggiabile ed unica“ (Regli, 1860, S. 378). Siehe: Elena Cervellati: Pallerini, Antonia, (DBI).
3. ↑  „...una sorprendente mutabilità, onde esprimere ogni affetto, e con tinte e tratti sì caratteristici che [...] nulla se ne perdea dallo spettatore più lontano“ (Angelo Petracchi nach: Ritorni, ibid., S. 195). Hier nach: Elena Cervellati: Pallerini, Antonia, (DBI).
4. ↑  Kursive Hervorhebungen sind original. (?) Castelli: Die große Mimikerin Antonia Pallerini zu Mailand, in: Zeitung für die elegante Welt (59), Berlin, 24. März 1823, S. 465 ff.

| Personendaten    | Personendaten                    |
| ---------------- | -------------------------------- |
| NAME             | Pallerini, Antonia               |
| ALTERNATIVNAMEN  | Pallerini, Antonietta            |
| KURZBESCHREIBUNG | italienische Tänzerin, Ballerina |
| GEBURTSDATUM     | 25. Juni 1790                    |
| GEBURTSORT       | Pesaro                           |
| STERBEDATUM      | 11. Januar 1870                  |
| STERBEORT        | Mailand                          |